# Ricardo Peral
Ricardo Peral Antúnez (Valladolid, 13 febbraio 1974) è un ex cestista spagnolo.

## Palmarès
- Coppa di Grecia: 1

PAOK Salonicco: 1998-99
- Coppa d'Europa: 1

Real Madrid: 1991-92